# Rżew
Rżew (ros. Ржев) – miasto w zachodniej części Rosji, w obwodzie twerskim, nad Wołgą. 
Liczy około 57 tys. mieszkańców.
Miasto jest siedzibą eparchii rżewskiej.
W roku 1915 miejscowi Polacy zbudowali tu drewniany kościół katolicki nawiązujący do stylu zakopiańskiego.
W czasie II wojny światowej miasto znajdowało się na linii frontu od stycznia 1942 do marca 1943 r. i zostało całkowicie zniszczone w wyniku działań wojennych (zob. Operacja Mars).
W mieście znajduje się stacja kolejowa Rżew-Bałtycki.
W mieście rozwinął się przemysł maszynowy, metalowy, lniarski oraz spożywczy.

## Miasta partnerskie
- Katrineholm, Szwecja
- Salo, Finlandia
- Kowel, Ukraina
- Silistra, Bułgaria
- Gütersloh, Niemcy

### Byłe miasta partnerskie
- Legionowo, Polska (do 2022)[3]

## Urodzeni w Rżewie
- Boris Cybin – rosyjski łyżwiarz szybki, reprezentant ZSRR
- Władysław Koziełł-Poklewski – polski inżynier, generał podporucznik Wojska Polskiego
- Andrzej Miłosz (1917–2002) – polski dziennikarz, publicysta, tłumacz i reżyser filmowy

## Galeria

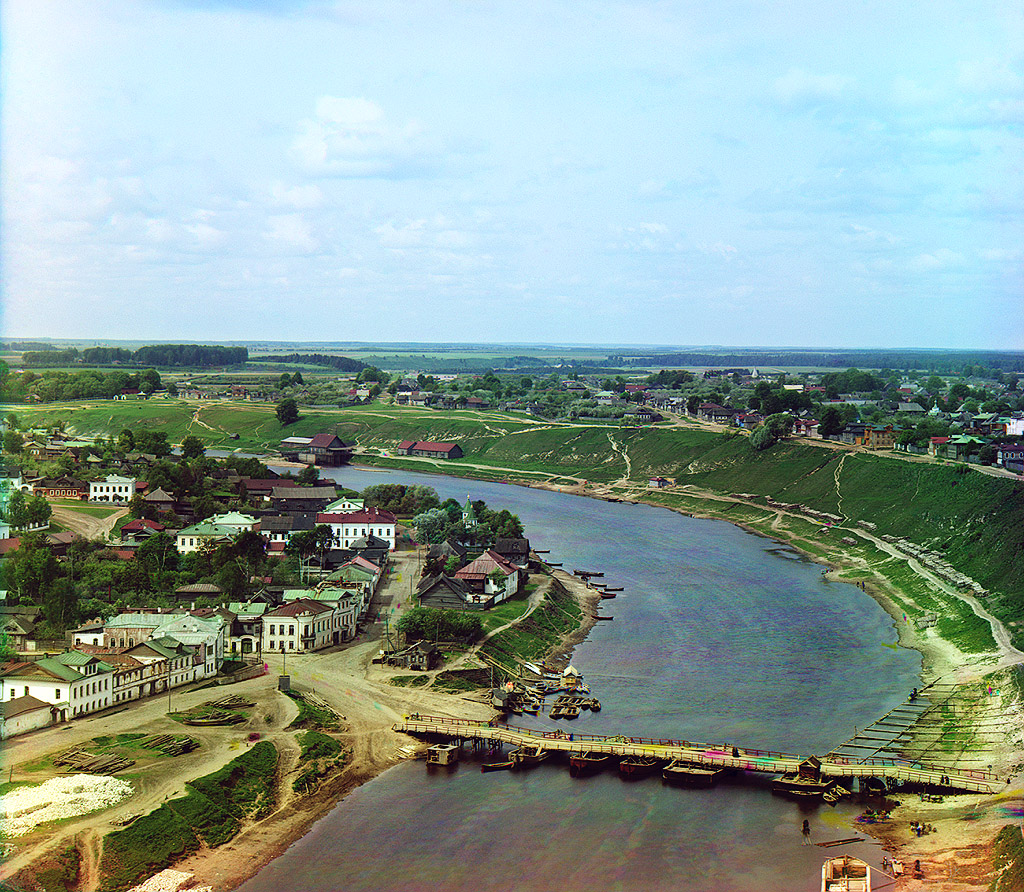
Widok na miasto przed I wojną światową
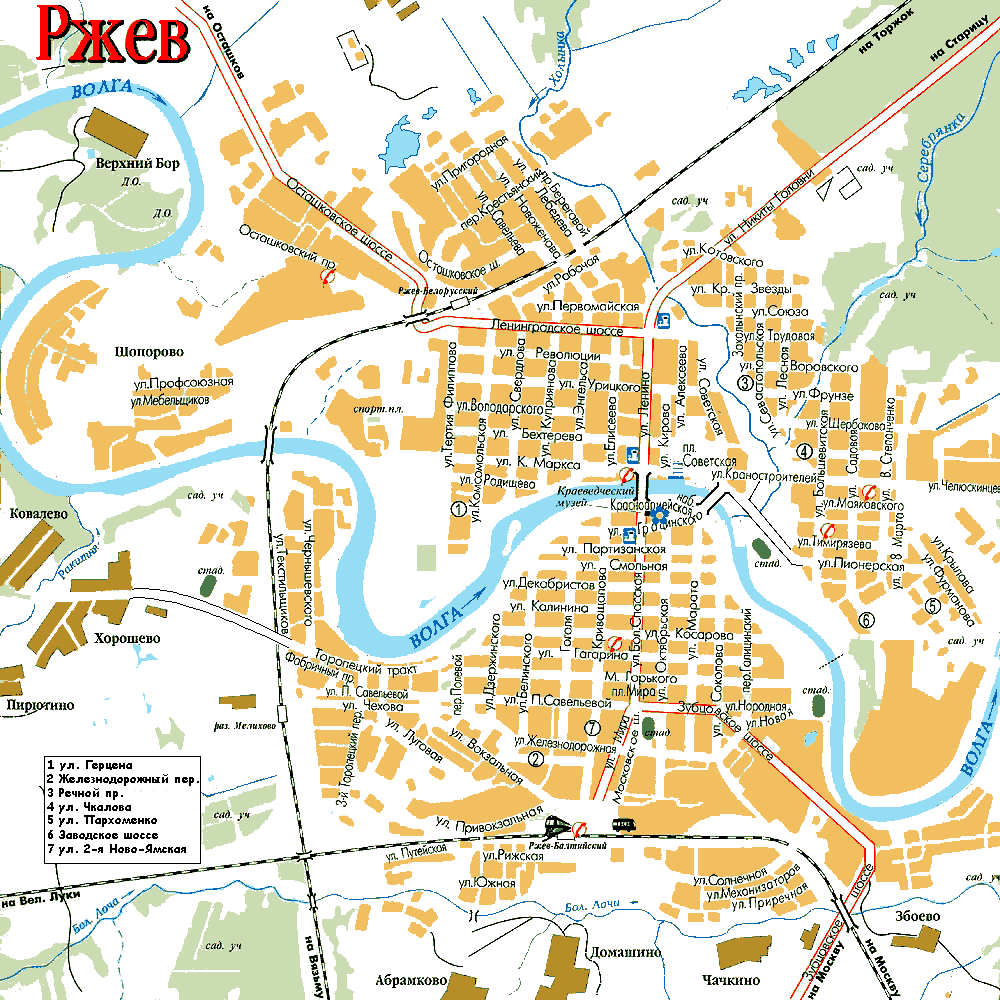
Mapa Rżewa
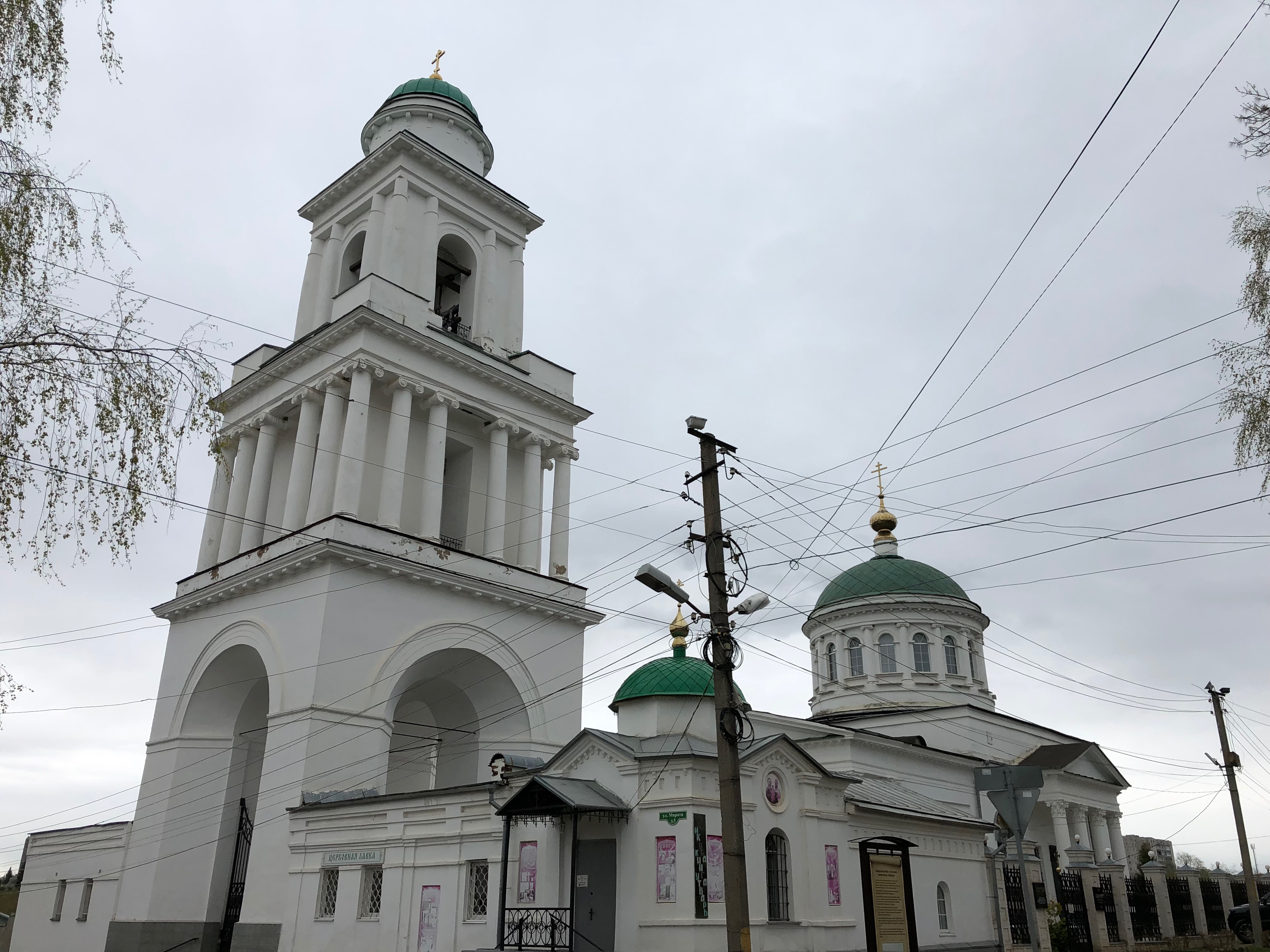
Sobór Okowieckiej Ikony Matki Bożej